# Roland Dellsperger
Roland Dellsperger (* 1. Juni 1947; † 6. Februar 2013 in Bern) war ein Schweizer Eishockeyspieler, der während seiner aktiven Karriere ausschliesslich für den SC Bern in der Nationalliga A gespielt hat. Mit den Mutzen gewann er fünf Mal den Schweizer Meistertitel und wurde noch während seiner Laufbahn als Spieler zum Ehrencaptain des SC Bern ernannt.

## Karriere
Roland Dellsperger begann 1954 bei den Junioren des SC Bern mit dem Eishockeyspiel. Dem Stadtberner Verein hielt der anfangs auf der Centerposition eingesetzte Stürmer während seiner gesamten Karriere die Treue. Im Verlauf der Saison 1964/65 debütierte er auf der Kunsteisbahn Ka-We-De unter Cheftrainer Ed Reigle für die erste Mannschaft des SC Bern, mit der er in derselben Spielzeit erstmals die Schweizer Meisterschaft gewann. Unter Trainer Paul-André Cadieux folgten die Titelgewinne 1974, 1975 und 1977. Seine fünfte und letzte Meisterschaft errang Däusi 1979 unter dem deutschen Cheftrainer Xaver Unsinn. Insgesamt bestritt der technisch begabte Akteur in 18 Saisonen 467 Spiele in der Nationalliga. Seine statistisch erfolgreichste Spielzeit war die Saison 1973/74, als der linke Flügel 32 Tore erzielte und gemeinsam mit Michel Turler erfolgreichster Torschütze der Liga war.
Der Spielmacher mit der Rückennummer 12 war langjähriger Mannschaftskapitän des SC Bern. Dellsperger war kein Akteur für das körperbetonte Spiel, er besass vielmehr eine hervorragende Übersicht und spielte gemeinsam in einer Angriffsreihe mit den legendären SCB-Spielern Renzo Holzer und Bruno Wittwer. Dellspergers Trikot wurde nach seinem Karriereende 1982 unters Hallendach gehängt und seine Trikotnummer 12 vom SC Bern gesperrt.
Auf internationaler Ebene absolvierte Dellsperger 33 Länderspiele für die Schweiz.

## Erfolge und Auszeichnungen
- 1965 Schweizer Meister mit dem SC Bern
- 1974 Bester Torschütze der Nationalliga A (gemeinsam mit Michel Turler)
- 1974 Schweizer Meister mit dem SC Bern
- 1975 Schweizer Meister mit dem SC Bern
- 1977 Schweizer Meister mit dem SC Bern
- 1979 Schweizer Meister mit dem SC Bern